# Angle Inlet
Angle Inlet est une census-designated place située dans le comté du Lake of the Woods, dans l’État du Minnesota, aux États-Unis. Lors du recensement de 2020, elle comptait 54 habitants. La localité fait partie de l'angle nord-ouest du Minnesota, seul endroit des États-Unis contigus situé au nord du 49e parallèle.